# ۲۱ دی
۲۱ دی دویست و نود و هفتمین روز سال در گاه‌شماری خورشیدی است. به پایان سال ۶۸ روز (۶۹ روز در سال کبیسه) باقی‌است.

## رویدادها
- ۱۳۸۰ - سیل ۱۳۸۰ فارس و بوشهر
- ۱۳۸۵ - دستگیری دیپلمات‌های ایران در عراق توسط آمریکا
- ۱۳۸۹ - رقابت ۲۱ دی ۱۳۸۹ تیم ملی فوتبال ایران با تیم ملی فوتبال عراق در جام ملت‌های آسیا ۲۰۱۱
- ۱۳۹۳ - رقابت ۲۱ دی ۱۳۹۳ تیم ملی فوتبال ایران با تیم ملی فوتبال بحرین در جام ملت‌های آسیا ۲۰۱۵
- ١٣٩٨ - آغاز اعتراضات دی ۱۳۹۸ ایران

## زادروزها
- ۱۳۲۴ - فتحعلی اویسی، بازیگر
- ۱۳۳۶ - آزیتا حاجیان، بازیگر
- ۱۳۴۷ - افشین یداللهی ، ترانه سرا و روان‌پزشک
- ۱۳۶۰ - محمد نصرتی، بازیکن فوتبال

## درگذشتگان
- ۱۳۳۶ - دادشاه، از مخالفان دودمان پهلوی
- ۱۳۹۰ - مصطفی احمدی روشن، معاون بازرگانی تأسیسات هسته‌ای نطنز
- ۱۳۹۰ - رضا قشقایی، از کارمندان تأسیسات هسته‌ای نطنز و راننده مصطفی احمدی روشن
- ۱۳۹۸ - نوری کسرائی، بازیگر
- ۱۴۰۲ - سید محمدتقی محصل همدانی، نماینده حوزه انتخابیه مهریز، بافق، بهاباد، ابرکوه و خاتم در دوره هفتم مجلس شورای اسلامی